# Violett pärlemorfjäril

Violett pärlemorfjäril (Boloria dia) är en dagfjäril av familjen praktfjärilar med ett vingspann på mellan 35 och 40 millimeter. Vingarnas översida är mörkt gula till brungula med svarta teckningar. 

## Habitat och utbredning

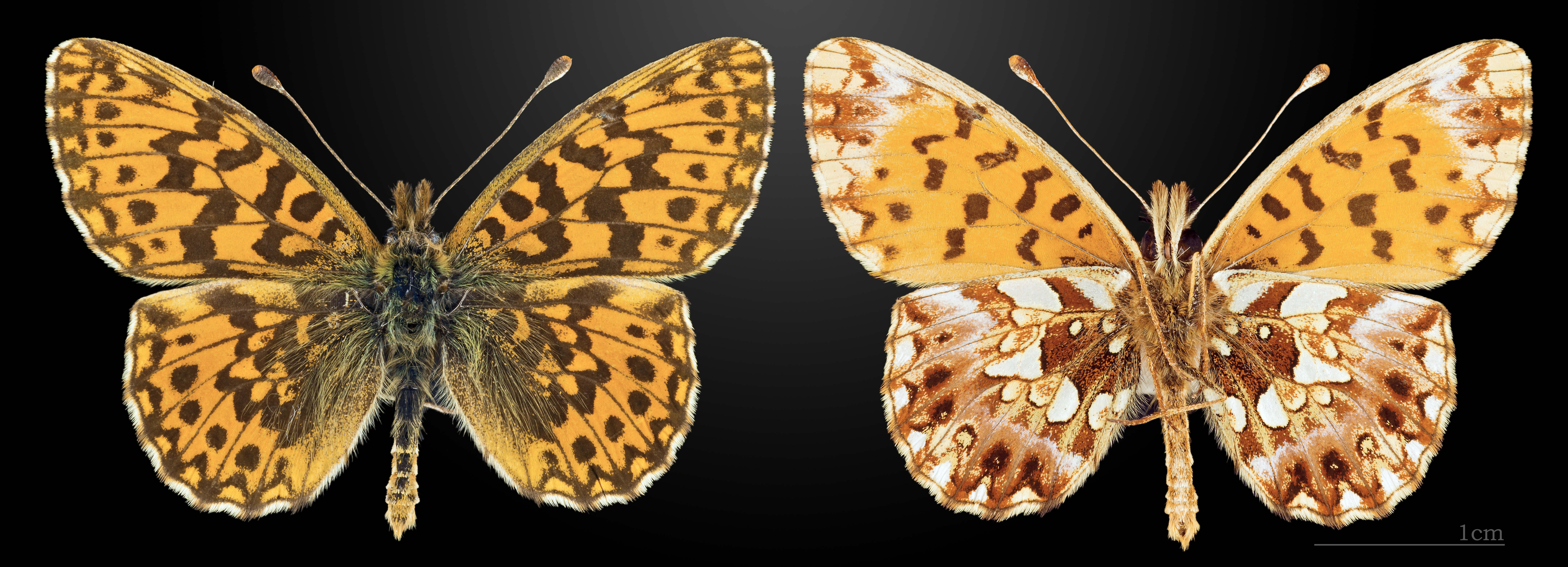
Ovansida och undersida.

Som värdväxt föredras olika arter av violer, som till exempel buskviol, sandviol, styvmorsviol, ängsviol eller åkerviol.
Den violetta pärlemorfjärilen förekommer huvudsakligen i ett stråk som sträcker sig från atlantkusten i norra Spanien genom Europa och via Kaukasus och Sibirien ända bort till Stilla havskusten. Arten har på senare år etablerat sig allt längre norrut, och förekommer sporadiskt i Norden.